# Bright Side Of News
Bright Side Of News (BSN; дословно — «светлая сторона новостей») — хорватский англоязычный веб-сайт, посвящённый электронике, информационным технологиям, программному обеспечению и их рынкам. На сайте публикуются новости, обзоры, анализы, интервью, репортажи по разнообразным товарам, услугам и явлениям в сфере производства интегральных микросхем и программного обеспечения. Слоган сайта — «мы последуем за чипами, где бы они не оказались» (англ. We will follow chips wherever they end up).
Сайт является собственностью и управляется компанией Bright Side Network. Главный редактор — Тео Валич (англ. Theo Valich). Штат сотрудников сайта, таких как авторы и редакторы, составляет на март 2010 года около 18 человек. BSN был запущен 23 марта 2009 года Тео Валихом после того, как он ушел с работы на TG Daily. Штаб-квартира расположена в хорватском городе Загреб.
Информацию сайта ссылаются множество тематических средств массовой информации. Например, 21 января 2010 года журналисты BSN опубликовали статью под названием «nVidia GF100 Fermi silicon cost analysis», в которой попытались определить цену GF100 Fermi. Впоследствии множество профильных сайтов опубликовали новости об этой статье. Подобная ситуация повторилась 19 мая 2010 года, когда журналисты сайта «Bright Side Of News» первыми получили доступ к достоверным данным о архитектуре графического процессора GTX 465.. Такие сайты, как iXBT.com и 3DNews, используют BSN в качестве постоянного источника информации для своих новостных материалов. Журналисты BSN берут эксклюзивные интервью и посещают разнообразные мероприятия и офисы. Например, в сентябре 2009 года журналисты сайта посетили авианосец USS Hornet (CV-12), на котором компанией AMD проводилась презентация ATI Eyefinity и Radeon R800, а в марте 2010 года журналист BSN посетил завод компании OCZ Technology в Карлсбаде.